# Edward Mezvinsky
Edward Maurice Mezvinsky [mɛzˈvɪnski], född 17 januari 1937 i Ames, Iowa, är en amerikansk politiker (demokrat). Han var ledamot av USA:s representanthus 1973–1977.
Mezvinsky förlorade mot republikanen Fred Schwengel i kongressvalet 1970 men vann sedan mot Schwengel i kongressvalet 1972. I kongressvalet 1974 besegrade han republikanen Jim Leach men förlorade mot Leach i kongressvalet 1976.